# Cérémonial des évêques
Le Cérémonial des évêques est un livre liturgique pour la liturgie épiscopale du rite romain.
La première édition du Cérémonial Cæremoniale episcoporum jussu Clementis VIII, Pont. Max. novissime reformatum, omnibus Ecclesiis, præcipea autem Metropolitanis, cathedralibus & collegiatis perutile ac necessarium fut publiée le 14 juillet 1600 par le pape Clément VIII pour répondre à une demande du concile de Trente, qui souhaitait renouveler le contenu des Ordines Romani utilisés tout au long du Moyen Âge. Si ce cérémonial était destiné à l'ensemble des pays chrétiens pour la liturgie universelle, les églises nationales conservaient encore la liberté de leurs coutumes locales.
Grégoire XIII s'était inspiré de l'ouvrage De Cæremoniis Cardinalium et Episcoporum in eorum diœcesibus pour lancer la réforme liturgique. La publication de la première édition du Cérémonial fut longue car elle a pris dix-sept années à compléter.
Le pape Innocent X a publié une édition révisée en 1650. En 1727 ou 1729, l'organisation des chapitres fut modifiée et des résumés ont été ajoutés au paragraphes numérotés. En 1752, le pape Benoît XIV a légèrement révisé les deux livres préexistants et en ajouta un troisième pour les cérémonies civiles à être tenues dans les États pontificaux.
En 1886, le pape Léon XIII en fit une nouvelle révision, tout en gardant le livre des offices civils, bien que les États pontificaux aient été annexés à l'Italie. Le site Cérémoniaire contient les descriptions des deux éditions de 1752 et 1886.
En application de la constitution Sacrosanctum concilium, une nouvelle édition, entièrement révisée, fut publiée en 1984 sous le pontificat de Jean-Paul II. La révision avait pour but de faire en sorte que la liturgie soit à la fois simple, noble, pleinement pastorale et capable de servir en exemple pour les autres célébrations liturgiques.
Le livre est divisé en huit parties :
1. La liturgie épiscopale en général
2. La messe
3. La liturgie des heures et les célébrations de la parole de Dieu
4. Les célébrations des mystères du Seigneur au cours de l'année
5. Les sacrements
6. Les sacramentaux
7. Les événements marquants dans la vie d'un évêque
8. Les célébrations liturgiques solennelles dans le gouvernement épiscopal

Il y a aussi plusieurs informations sur
1. Les vêtements des prélats
2. Une table des jours liturgiques dans l'ordre de priorité
3. Une table des messes rituelles, des messes pour divers besoins, des messes votives et des messes de requiem

Ces listes sont suivies par des index.
Par décret de la congrégation pour le culte divin et la discipline des sacrements signé par le cardinal-préfet Robert Sarah sur demande du pape François, le rite du lavement des pieds le Jeudi saint a été modifié. Jusque-là réservé à des hommes, il peut également faire appel à des femmes, ce qui consacre une pratique largement établie.